# Відділ динамічної астрономії
Відділ динамічної астрономії (англ. Division on Dynamical Astronomy, DDA) — підрозділ Американського астрономічного товариства, який зосереджується на всіх аспектах динамічної астрономії, включаючи небесну механіку, динаміку сонячної системи, зоряну динаміку, динаміку міжзоряного середовища.
З 1970 року відділ проводить щорічну конференцію, DDA Annual Meeting.
Щороку відділ присуджує нагороди:
- Премія Брауера за видатний внесок в галузь динамічної астрономії, включаючи небесну механіку, астрометрію, геофізику, зоряні системи, галактичну та позагалактичну динаміку.
- Премія Вери Рубін[en] для молодих науковців, які отримати ступінь доктора філософії не більше 10 років тому.